# Chautla hacienda
A Chautla hacienda egy régi földbirtok épületeiből kialakított turisztikai látnivaló a mexikói Puebla államban. A területen régi műemlékek (köztük a híres Gillow-kastély), egy múzeum, parkok és tavak tekinthetők meg.

## Története
A birtok története 1777-ben kezdődött, amikor III. Károly spanyol király Selva Nevada első őrgrófjává nevezte ki Manuel Rodríguez Pinillos y López Monterét, aki egyúttal meg is kapta az addig Pueblához és Tlaxcalához tartozó földterületet. Az itt létesült haciendán búzát és kukoricát termeltek, majd a területet évekkel később Soledad Gutiérrez de Rivero Martínez y Pinillos őrgrófnő örökölte, akinek második férje a Mexikóban Tomás Gillow néven ismert angol bevándorló volt. Ő felesége halála után összeházasodott az örökössel, az elhunyt őrgrófnő első férjétől származó lányával, Mara y Zavalza y Gutiérrezszel. Ebből a házasságból született a birtok következő örököse, a későbbi oaxacai érsek, Eulogio Gregorio Gillow. Ő volt az, aki egyfajta „kis-Versailles-t” épített ki a területen: 1898-tól kezdve létrehozta a mesterséges tavat, felépíttette a ma terület leghíresebb épületének számító, európai stílusú kastélyt, és bevezette a villanyvilágítást is.
1903-ban vízerőművet létesítettek a birtokon, ahol jelentős pulquetermelés is folyt. 1914-ben azonban, a mexikói forradalom következtében a területet elkobozták, és Álvaro Obregón elnök 1922-ben mindössze 150 hektárt juttatott vissza az eredeti tulajdonosoknak. Gillow-tól, aki ugyanebben az évben hunyt el, az hacienda egyik unokaöccséhez került, aki eladta azt a Védelmi Minisztériumnak. Végül több tulajdonosváltás után 1984-ben az Instituto para la Asistencia Pública de Puebla nevű intézethez került. A 21. század elején egy szállodalánc felújíttatta, ma kedvelt turisztikai látnivaló.
A helyszínen több filmet vagy filmsorozatepizódot is forgattak, például az El maleficio II-t és az Árva angyalt, valamint a Procuro Olvidarte című videóklipet is.

## Leírás
A birtok Mexikóváros és Puebla között, San Martín Texmelucan de Labastida várostól északnyugatra, San Lucas el Grande település mellett található. Az egykori birtokközpont épülete a mai terület déli szélén áll, a híres Gillow-kastély az északin, a kettő között pedig egy töltésen vezet az út, amelynek két oldalán egy-egy tó található. A tavon, ahol szivárványos pisztrángokat is nevelnek, a turisták számára csónakázásra és horgászatra is lehetőség van. A hozzá tartozó, erdős részeket és nyílt, füves területeket is tartalmazó park összesen 60 hektárt tesz ki, benne sátorozás is lehetséges, és van labdarúgópálya is. A kastélyon kívül található itt kápolna és múzeum is, a konyha különlegessége pedig az, hogy szinte teljes egésze talavera kerámiával van burkolva.

## Képek

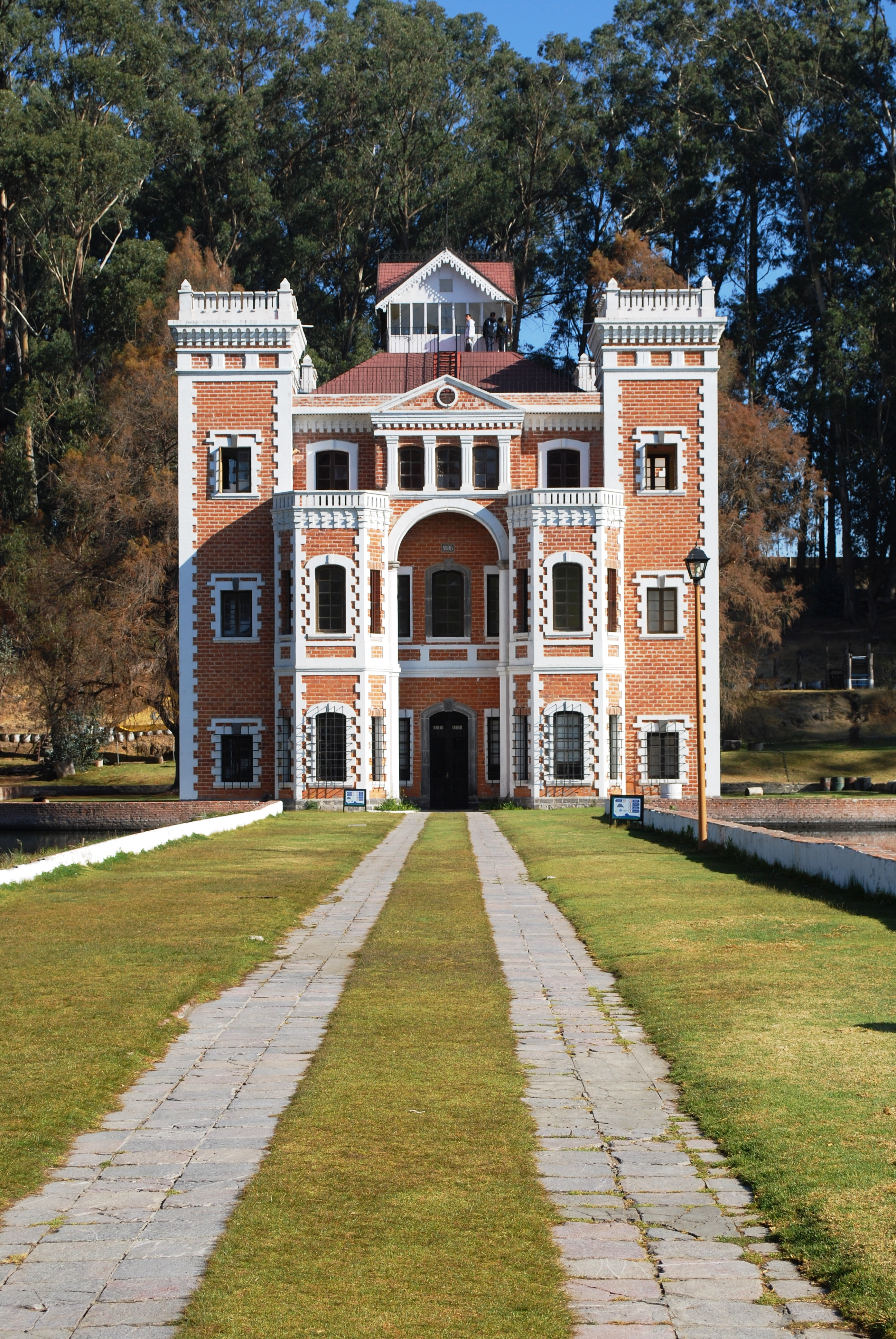
A kastély
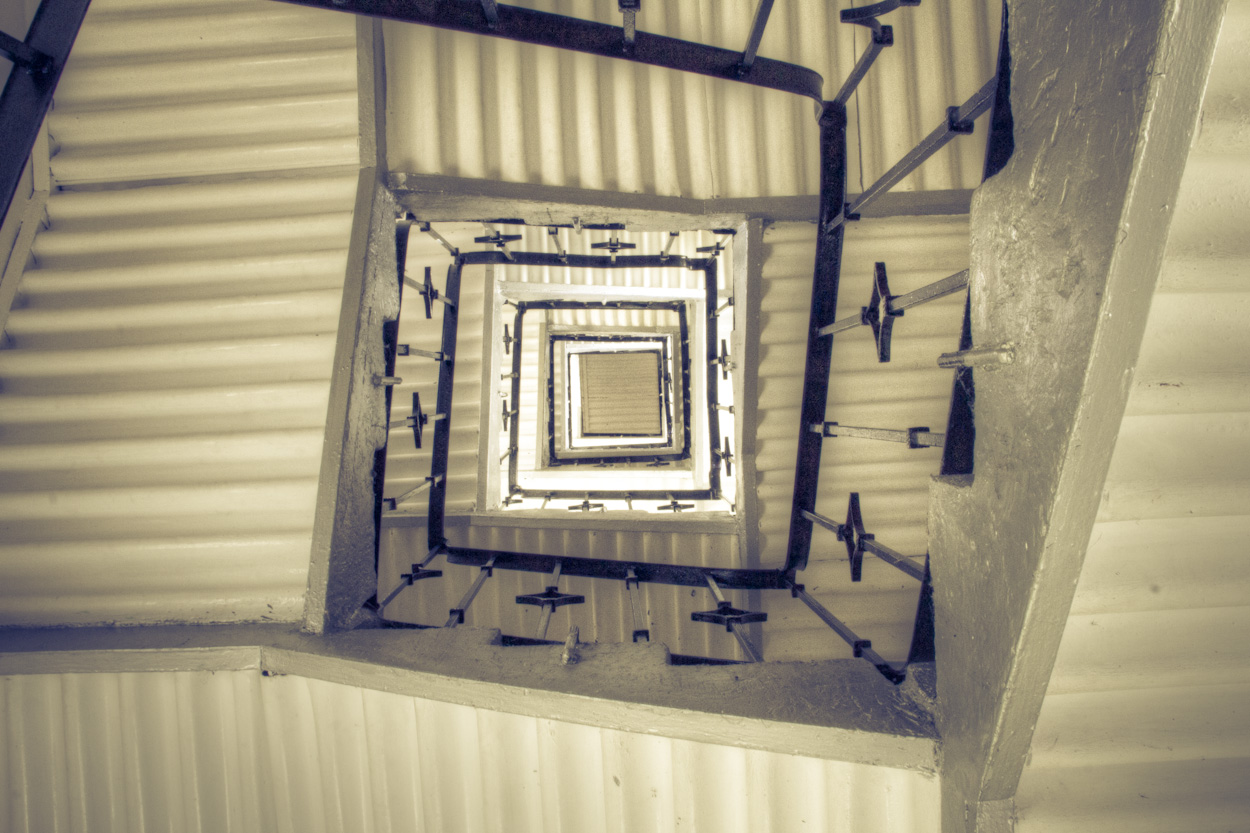
Lépcsőház
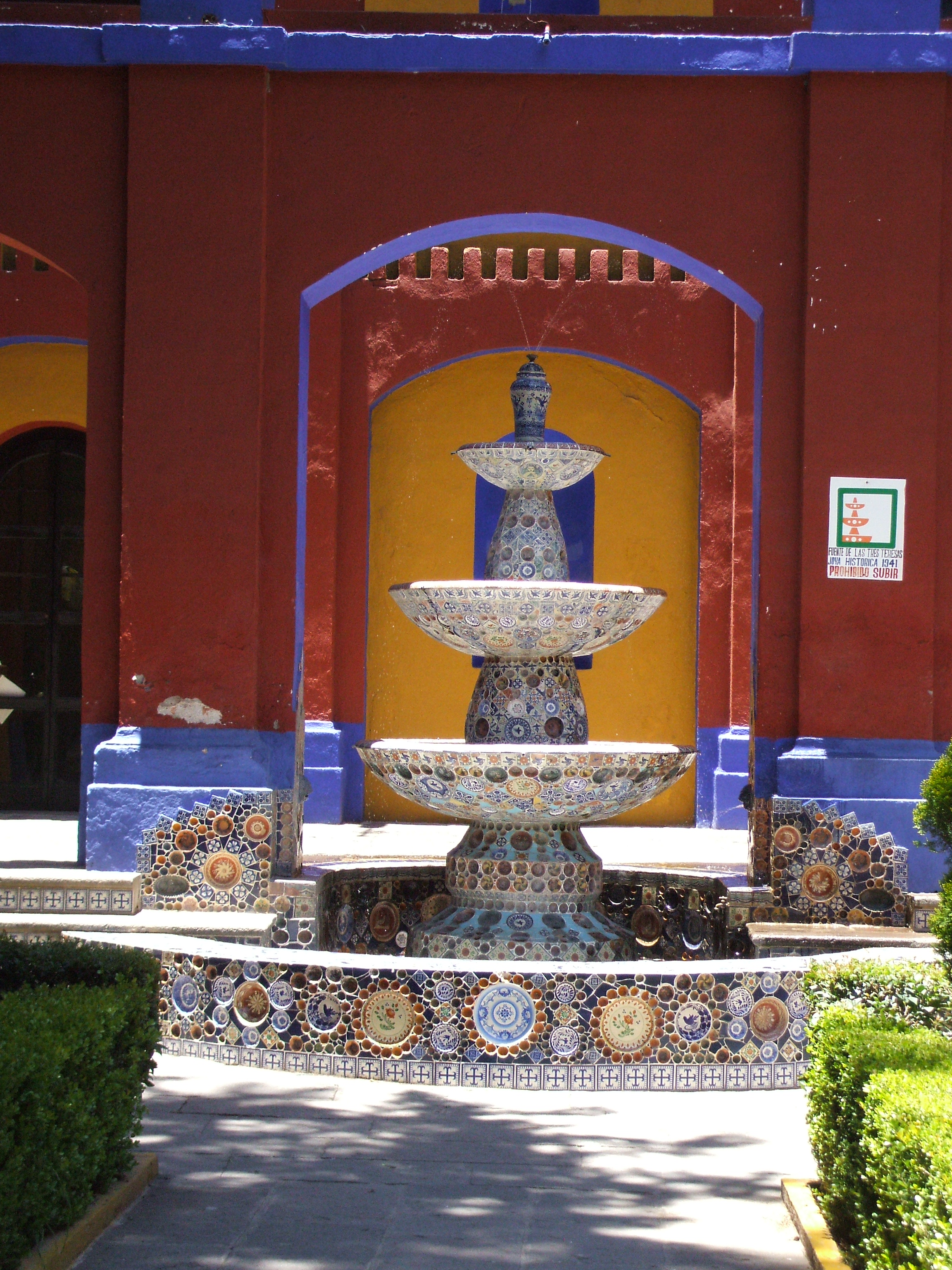
Talavera kerámiával díszített szökőkút
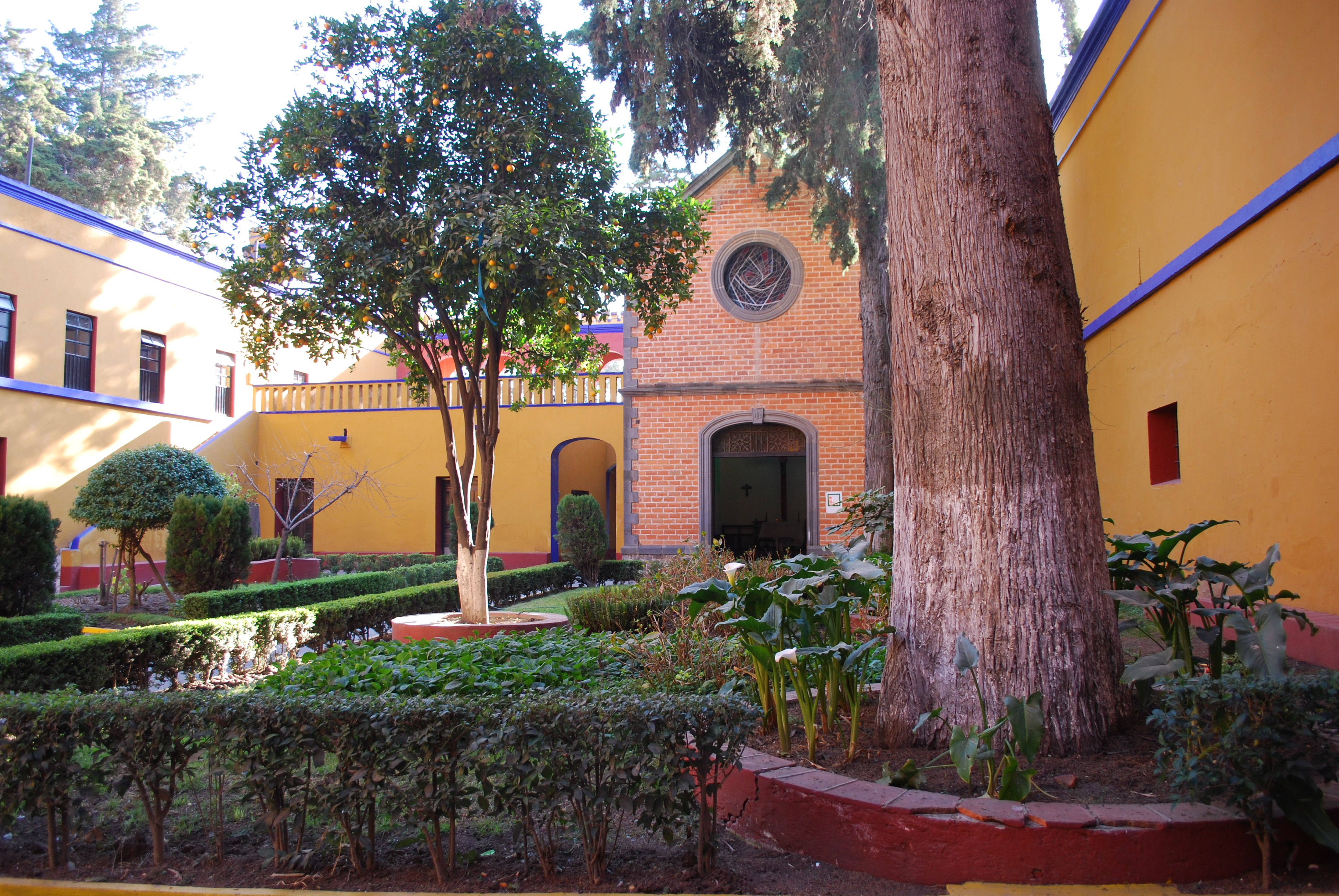
Udvar és kápolna